# Jan Henryk Dąbrowski
Jan Henryk Dąbrowski [dombrovski] (2. srpna 1755, Pierzchów, poblíž Krakova – 6. června 1818 Winna Góra Poznaňské velkovévodství) byl polský generál, jeden z národních hrdinů Polska.

## Život
Dąbrowski byl synem Jana Michała Dąbrowského, který sloužil v saské armádě a dosáhl hodnosti plukovníka. Matka Sofia Maria von Lettow pocházela z rodiny skotsko-německého původu, ale již několik generací plně polonizované.
Mladý Jan Henryk sloužil v letech 1770-1792 v saské armádě, a poté vstoupil do polské armády, kde složil přísahu věrnosti targowické konfederaci.
Během národního povstání pod vedením Tadeusze Kosciuszka proti druhému dělení Polska roku 1794 sloužil Dąbrowski jako jeden z předních polských důstojníků. Podařilo se mu obsadit 2. října 1794 Bydhošť, jako následek vítězné bitvy u Brombergu. Pak byl 18. listopadu 1794 povýšen do hodnosti generálporučíka. Po zhroucení povstání se stáhl do Velkopolska, ale pokus o průlom se zbytky jeho armády s cílem dosažení Francie selhal. Roku 1795 se přidal k politickému sjednocujícímu hnutí Agencja a o rok později na výzvu Józefa Wibického odjel do Francie, aby tam od r. 1797 organizoval polské dobrovolnické jednotky.
Ve službách revoluční Francie na půdě nově založené Cisalpinské republiky. Tato legendární jednotka byla založena jako Dunajská legie a jejím konečným cílem bylo s pomocí Francie osvobodit polské území a opět restituovat nezávislé Polsko. Ve skutečnosti byly polské jednotky používány revoluční Francií jako cizinecké pluky pro vlastní vojenské a politické cíle. Prvním slavným bojištěm byla Itálie při Bonapartově italském tažení. Dąbrowski se se svou legií účastnil bitvy u Reggia (3. července 1797), obsazení Říma (5. května 1798) i bitvy u Trebbie (17.-19. června 1798), kde byl raněn. V Itálii se stal Dąbrowski svobodným zednářem. Ve francouzské Velké armádě pak byly polské dobrovolnické jednotky považovány za jedny z nejspolehlivějších.
Roku 1806 jsou polské jednotky součástí Napoleonovy armády v pruském tažení. V bitvě u Friedlandu (14. června 1807) je Dąbrowski opět raněn. Po Tylžském míru (8. července 1807) vzniklo Knížectví varšavské a generál Dąbrowski stál vedle Poniatowského v čele jeho armády.
Účastnil se ruského tažení r. 1812 a tam byl při obraně mostu přes Berezinu (28. listopadu 1812) těžce raněn. V německé kampani roku 1813 po bitvě u Lipska (16.–19. října 1813) a smrti knížete Poniatowského (19. října 1813) se stal Dąbrowski vrchním velitelem zbylých polských vojsk (5000 mužů).
Po zrušení velkovévodství varšavského vídeňským kongresem organizoval pro cara Alexandra I. (který se stal králem Polského království - tzv. Kongresovky) polskou armádu, ale roku 1816 opustil službu.
Dnešní polská hymna nese název Dąbrowského pochod. Píseň složil Józef Wybicki jako „Píseň polských legií v Itálii“ a vyjadřuje toužebný sen, že legie v čele s Dąbrowskim se vrátí do vlasti a zde obnoví nezávislý polský stát.

## Fotogalerie

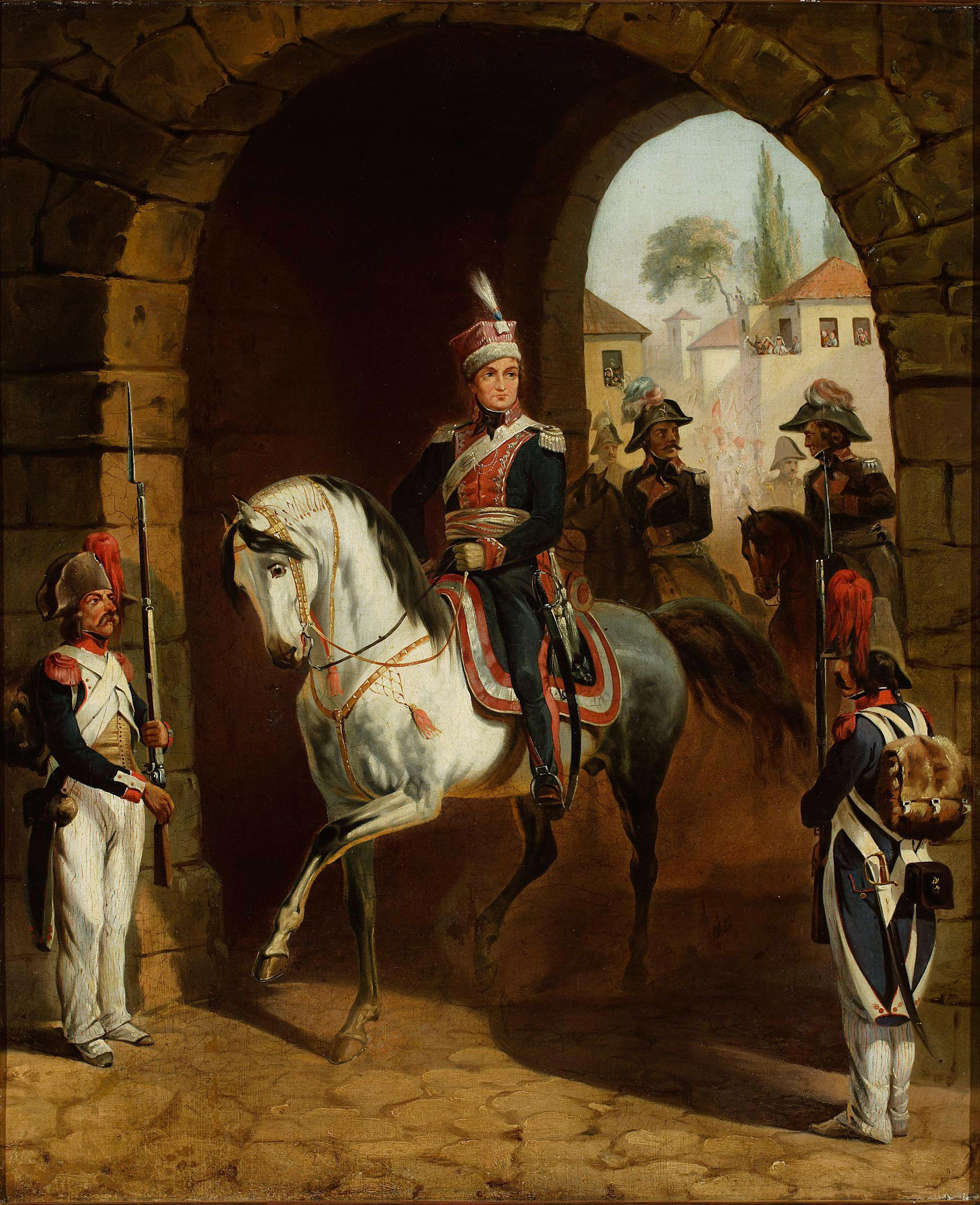
Vjezd gen. Jana Henryka Dąbrowského do Říma
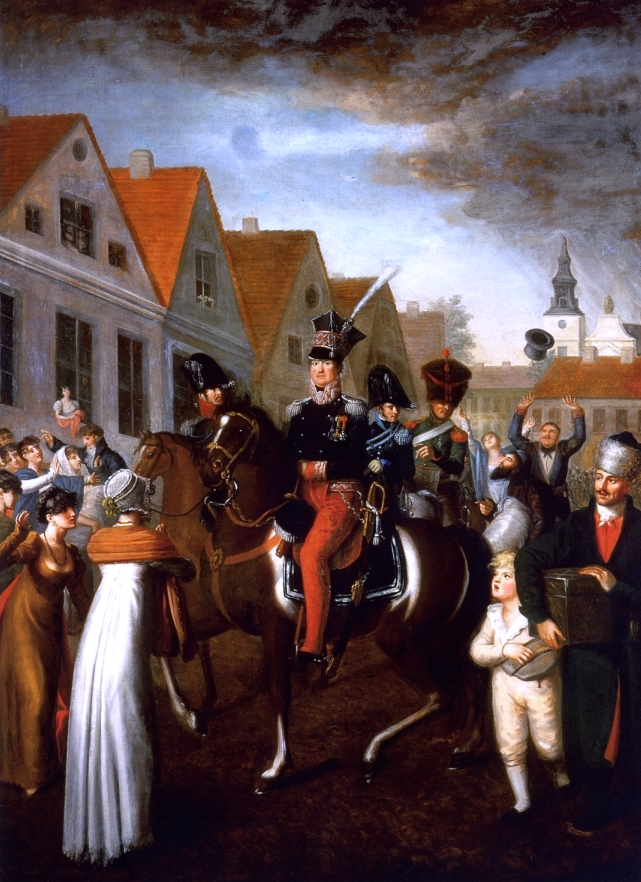
Vjezd gen. Jana Henryka Dąbrowského do Poznaně
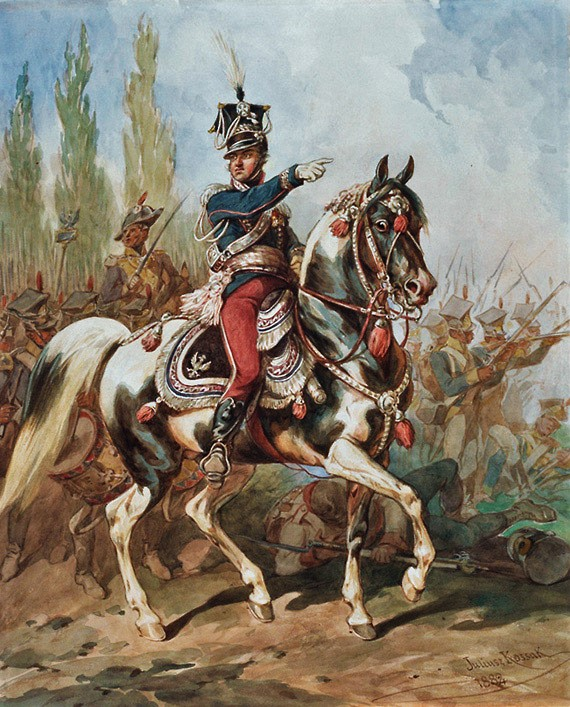
Gen. Jan Henryk Dąbrowski v čele Legií, (Juliusz Kossak, akvarel z r. 1882)
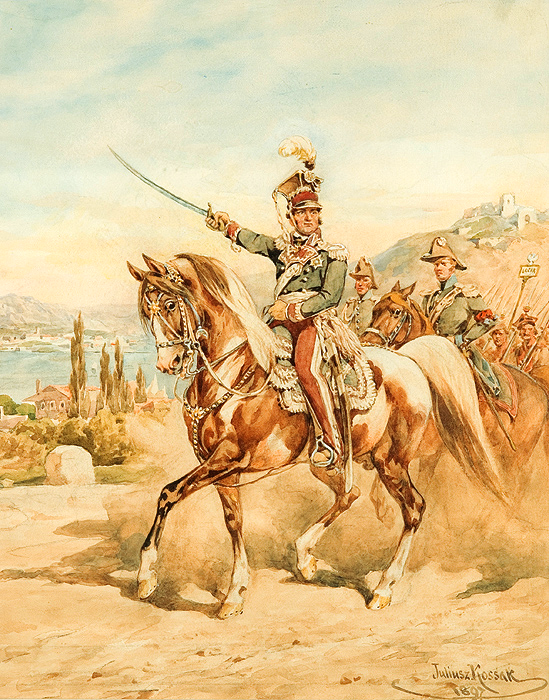
'Marsz, marsz Dąbrowski' (Juliusz Kossak, 1897)
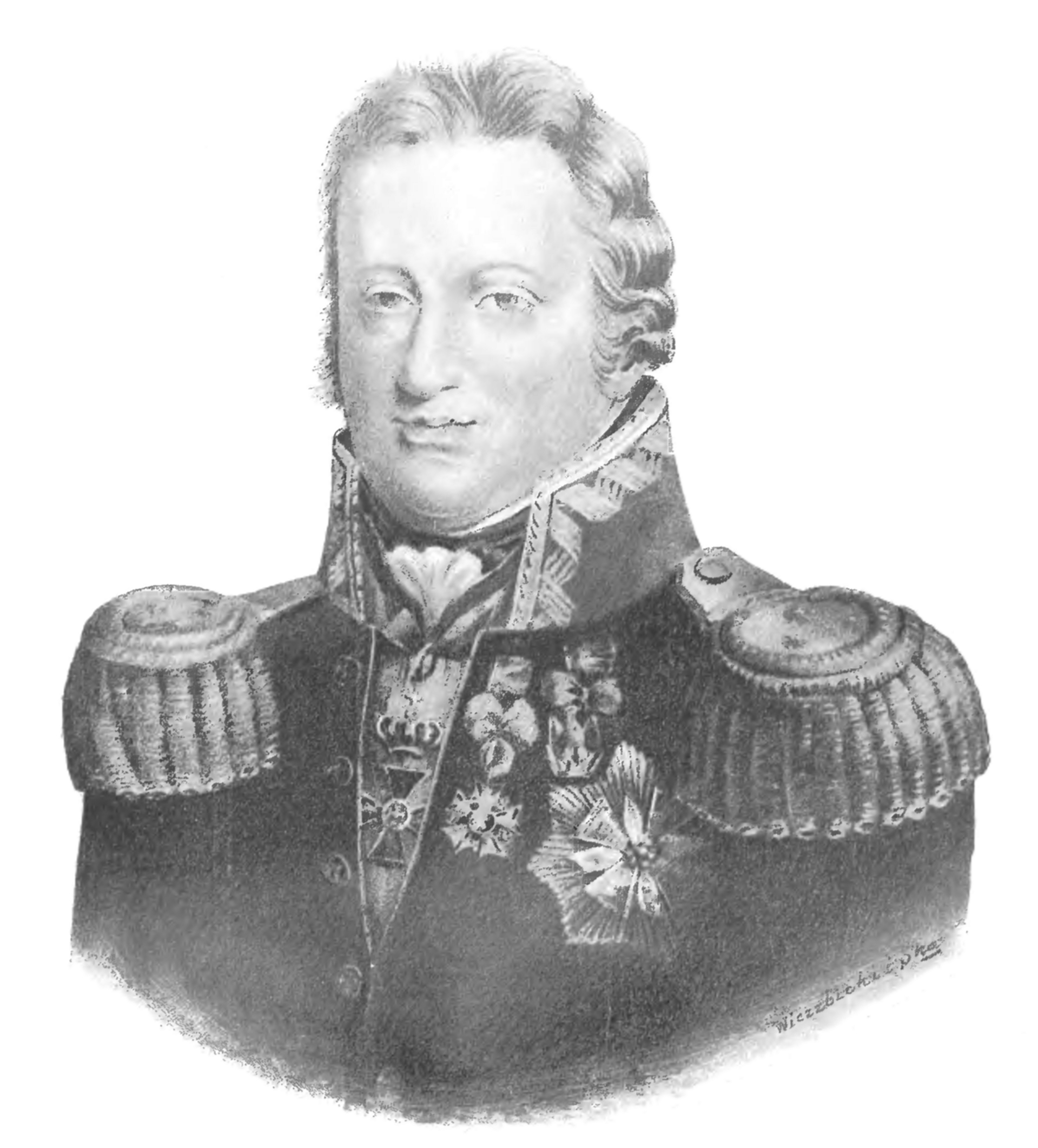
Jan Henryk Dąbrowski (knižní grafika, 1901)
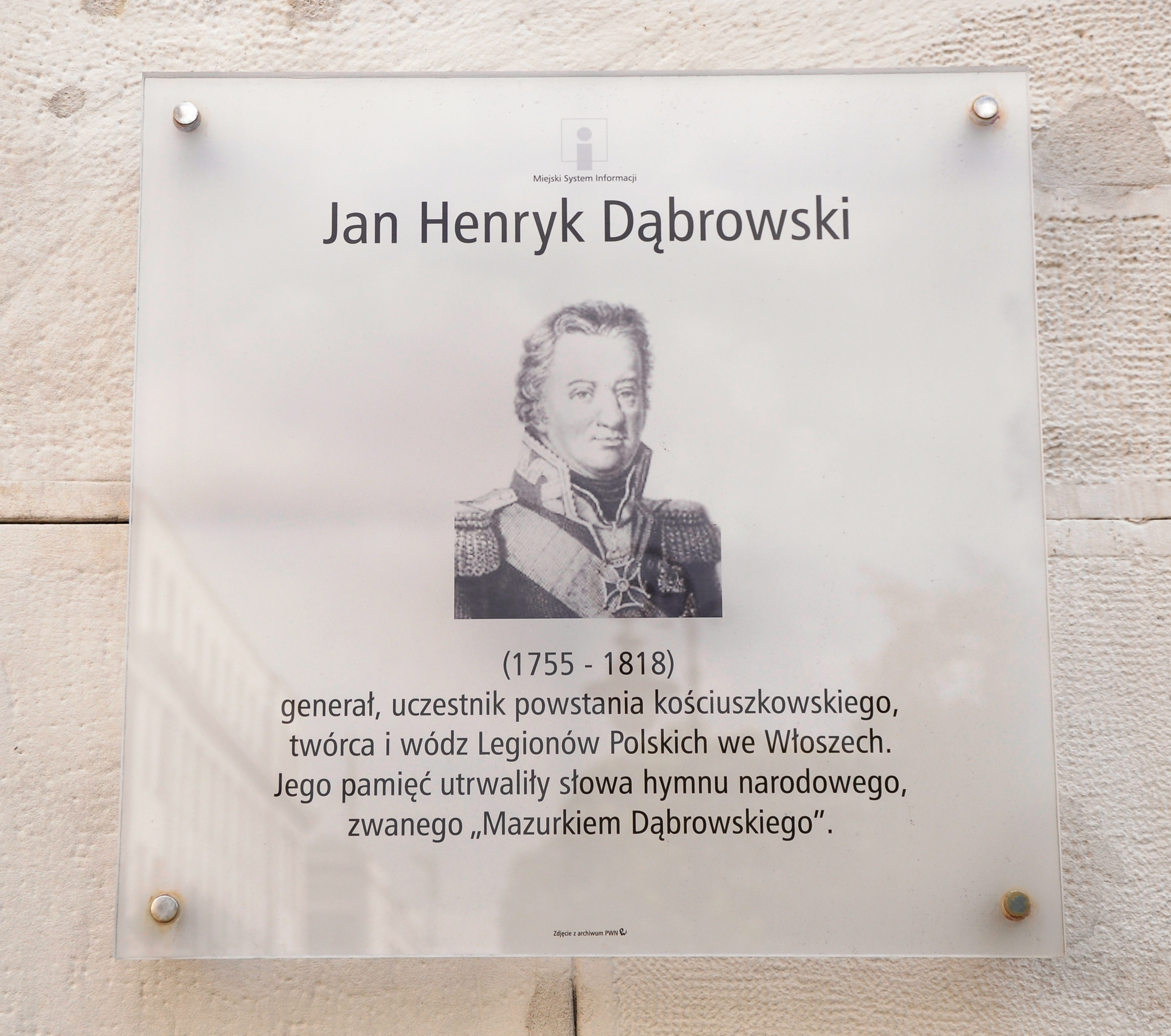
Informační tabulka ve Varšavě